# گروچه بیشوفسموتزه
گروچه بیشوفسموتزه (به لاتین: Große Bischofsmütze) یک کوه در اتریش است که در زالتسبورگ واقع شده‌است. گروچه بیشوفسموتزه ۲٬۴۵۸ متر بالاتر از سطح دریا واقع شده‌است.